# US GAAP
Az US GAAP (United States Generally accepted accounting principles) azoknak a számviteli szabályoknak az összessége, amelyeket az Amerikai Egyesült Államokban alkalmaznak. Ezeket a szabályokat nem a kormányzat állítja fel, de a tőzsdén jegyzett cégek számára az alkalmazásuk kötelező.

## Elvárások
Ahhoz, hogy a pénzügyi beszámolók hasznos információkat szolgáltassanak a felhasználóknak (tulajdonosok, befektetők, hitelezők), a következő elvárásoknak kell eleget tenniük:
- Legyen lényeges (relevant): a lényeges információ különbséget jelent a döntéshozatal során. Segíti a felhasználót, hogy igazolja vagy cáfolja az előzetes feltételezéseit, vagyis visszacsatolásként szolgál. Ezenkívül időben rendelkezésre kell állnia a döntéshozatalhoz.
- Legyen megbízható (reliable): a megbízható információ ellenőrizhető, vagyis külső szakértő ugyanazzal a módszerrel hasonló eredményre jut; tévedésektől mentes, és tükrözze a valóságot.
- Legyen összehasonlítható (comparable): a különböző vállalkozások által szolgáltatott információ legyen összehasonlítható
- Legyen következetes (consistent): az egymást követő időszakokban ugyanazokat a számviteli módszereket kell használni, illetve a módszertani változások hatását meg kell magyarázni és alá kell támasztani.

## Feltételezések
- A gazdasági egység (economic entity) feltételezés arra vonatkozik, hogy a vállalkozás elkülönül a tulajdonosaitól és egyéb vállalkozásoktól; a bevételek és a ráfordítások nem keverednek a személyes kiadásokkal vagy más cég költségievel.
- A vállalkozás folytatása (going concern) feltételezés azt jelenti, hogy a vállalkozás hosszú ideig működni fog. Ez a feltételezés teszi igazolhatóvá az értékcsökkenés használatát. Csak akkor szabad eltérni ettől a feltételezéstől, ha a cég megszüntetése már bizonyossá vált.
- A pénzegység (monetary unit) feltételezés szerint a könyvelés egy stabil pénznemben történik.
- A rendszeres beszámolás (periodic reporting)' feltételezés azt jelenti, hogy a vállalkozás tevékenységére vonatkozó feljegyzéseket időszakokra el lehet különíteni.

## Alapelvek
- A könyv szerinti érték (historical cost) elve megköveteli, hogy az értékelés a bekerülési érték alapján történjen, ne pedig piaci értéken.
- A bevételek elismerésének (revenue recognition) elve azt jelenti, hogy a bevételeket akkor lehet elszámolni, amikor realizálódtak és nem akkor, amikor pénzügyileg teljesítették.
- Az összemérés (matching) elve azt jelenti, hogy a ráfordításokat és a bevételeket azonos időszakban kell elszámolni, ha ennek van értelme. A ráfordításokat nem a munka elvégzésekor vagy a termék gyártásakor kell elszámolni, hanem amikor ez a munka vagy termék bevételt eredményez. Ha a kiadás nincs közvetlen kapcsolatban a bevétellel (ilyenek például az igazgatási költségek), akkor a kiadásokat a tárgyidőszak költségeként lehet elszámolni.
- A teljes bemutatás (full disclosure) elve: Minden információt és adatot, ami a vagyoni, pénzügyi és jövedelmi helyzethez tartozik vagy azt lényegesen befolyásolja, be kell mutatni. A bemutatott információ mennyiségének és fajtájának meghatározásakor figyelembe kell venni az információ előállításának költségeit. A bemutatott információ elégséges kell legyen a döntéshozatalhoz, de az információ előállításának az árát észszerű határok között kell tartani.

## Kötöttségek (constraints)
- A költség-haszon arány (cost-benefit relationship) kimondja, hogy az információ előállításának haszna legyen arányos az információ előállításának költségével.
- A lényegesség (materiality) azt jelenti, hogy bemutatáskor mérlegelni kell az adott tétel lényegességét. Egy tétel akkor számít lényegesnek, ha befolyásolja egy észszerűen gondolkozó egyén döntését.
- Az iparági gyakorlat (industry practices) azt jelenti, hogy a számviteli gyakorlatnak követnie kell az iparági gyakorlatot.
- A konzervativizmus (conservatism) azt jelenti, hogy két megoldás közül az óvatosabbikat kell választani, vagyis amelyik esetében kevésbé valószínű, hogy túlértékeli az eszközöket és bevételeket.